# Publius Cornelius Maluginensis
Pour les articles homonymes, voir Cornelius Maluginensis.
Publius Cornelius Maluginensis est un homme politique romain du Ve siècle av. J.-C.
Il est membre des Cornelii Maluginenses, une branche de la gens patricienne des Cornelii qui a fourni de nombreux hauts magistrats de la République romaine durant les Ve et IVe siècles av. J.-C. ; son père, Marcus Cornelius Maluginensis a été consul en 436 av. J.-C. ; ses fils seront tribuns consulaires : Publius Cornelius Maluginensis en 397 et en 390 av. J.-C. ; Servius Cornelius Maluginensis l'est à sept reprises de 386 à 368 av. J.-C. ; ce dernier sera également maître de cavalerie en 361 av. J.-C. ; l'un de ses deux fils est consul en 393 av. J.-C.
En 404 av. J.-C., il est élu tribun militaire à pouvoir consulaire avec cinq collègues, Cnaeus Cornelius Cossus, Caius Valerius Potitus Volusus, Caeso Fabius Ambustus, Manius Sergius Fidenas et Spurius Nautius Rutilus. Ils poursuivent le siège de Véies, qui dure depuis 405 av. J.-C., mènent une campagne contre les Volsques et assiègent Artena dont ils s'emparent.